# Pieter Lucas Marnette

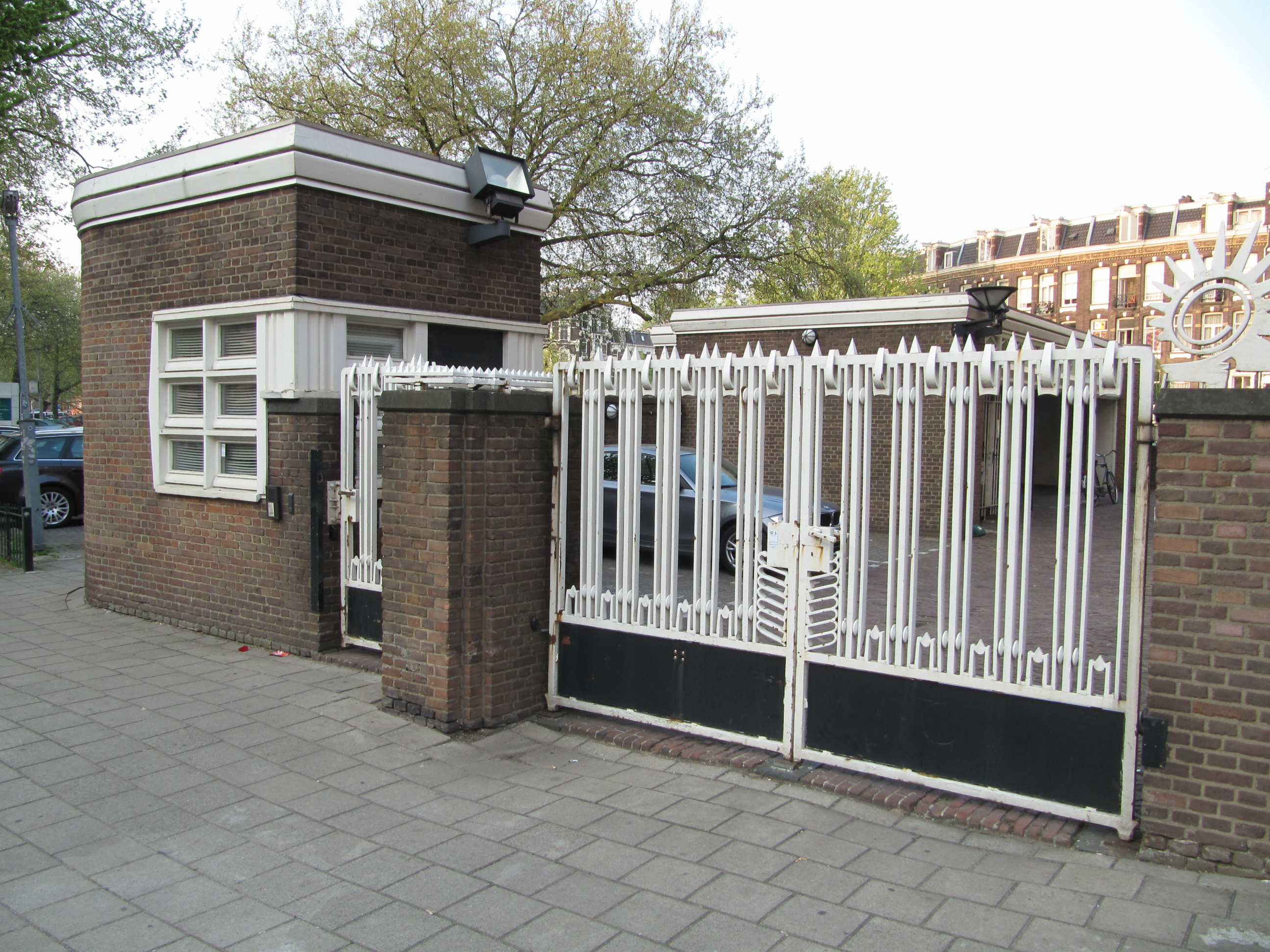
Gemeentetram, bijgebouw en hekwerk, 1923

Pieter Lucas Marnette (Amsterdam, 13 januari 1888 – aldaar, 15 januari 1948) was een Nederlands architect.

## Levensloop
Marnette werkte van 1908 tot 1948 bij de Dienst der Publieke Werken van de gemeente Amsterdam. Zijn werk wordt tot de Amsterdamse School gerekend. Hij heeft zowel gebouwen als straatmeubilair ontworpen.

## Gebouwen

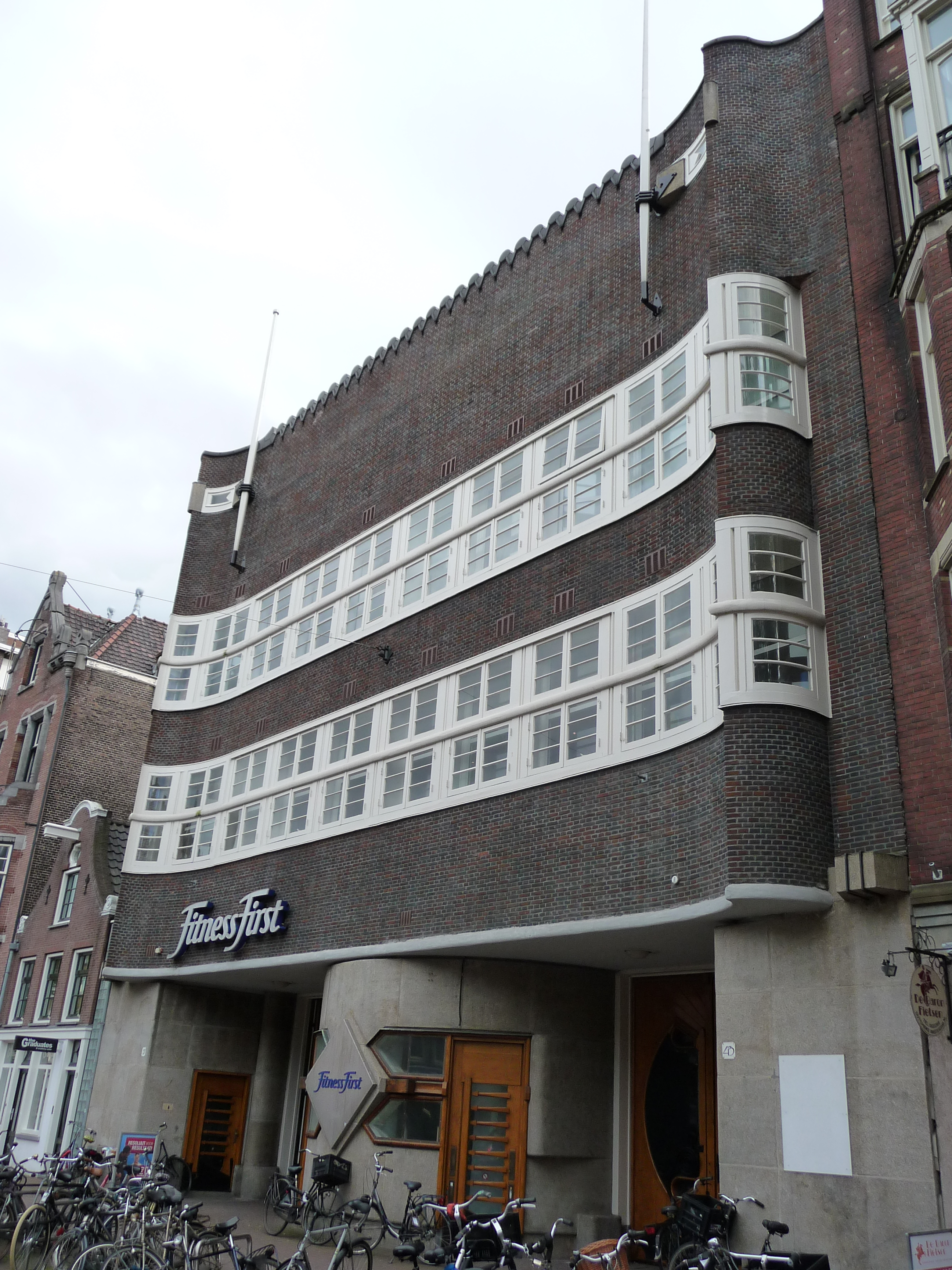
Verkeerspolitiebureau aan Overtoom, 1924

Enkele door Marnette ontworpen gebouwen in Amsterdam zijn:
- het hoofdkantoor van de Gemeentetram, Stadhouderskade 1, 1923,[1] thans kantoorgebouw
- Politiebureau voor het Verkeerswezen, 1924, Overtoom,[2] thans sportschool
- Droogbak 1CD, 1925,[3] vanaf 1988 opvang drugsverslaafden
- het universiteitsgebouw aan de Oudemanhuispoort, 1927,[4] in gebruik door de UvA
- Tweede Openluchtschool, 1930, in Amsterdam aan Mauritskade 56, Amsterdam

## Straatmeubilair

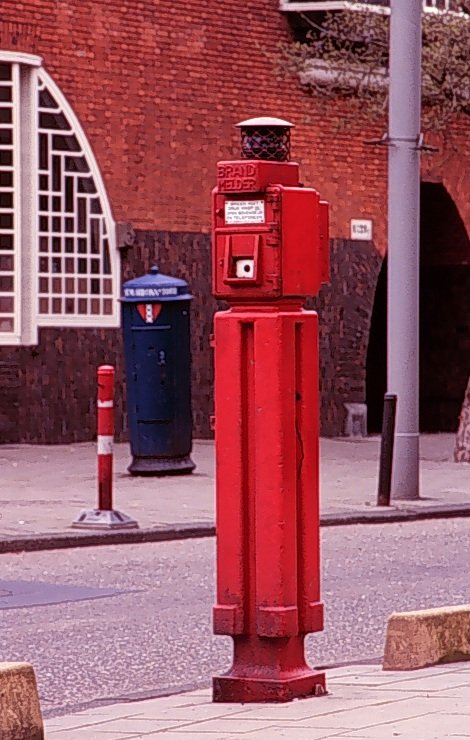
Blauwe Gemeentegirobus en rode brandmelder in Amsterdam (foto bMA Amsterdam)

Voor Amsterdam heeft Marnette straatmeubilair ontworpen, zoals:
- de blauwe staande Gemeentegiro-bussen met cannelures (1918)[5]
- lantaarnpalen (PW 24, 1924, de "frontsoldaat")[6][7]
- brandmeldingspalen (1927, de "rode wachter")[8]

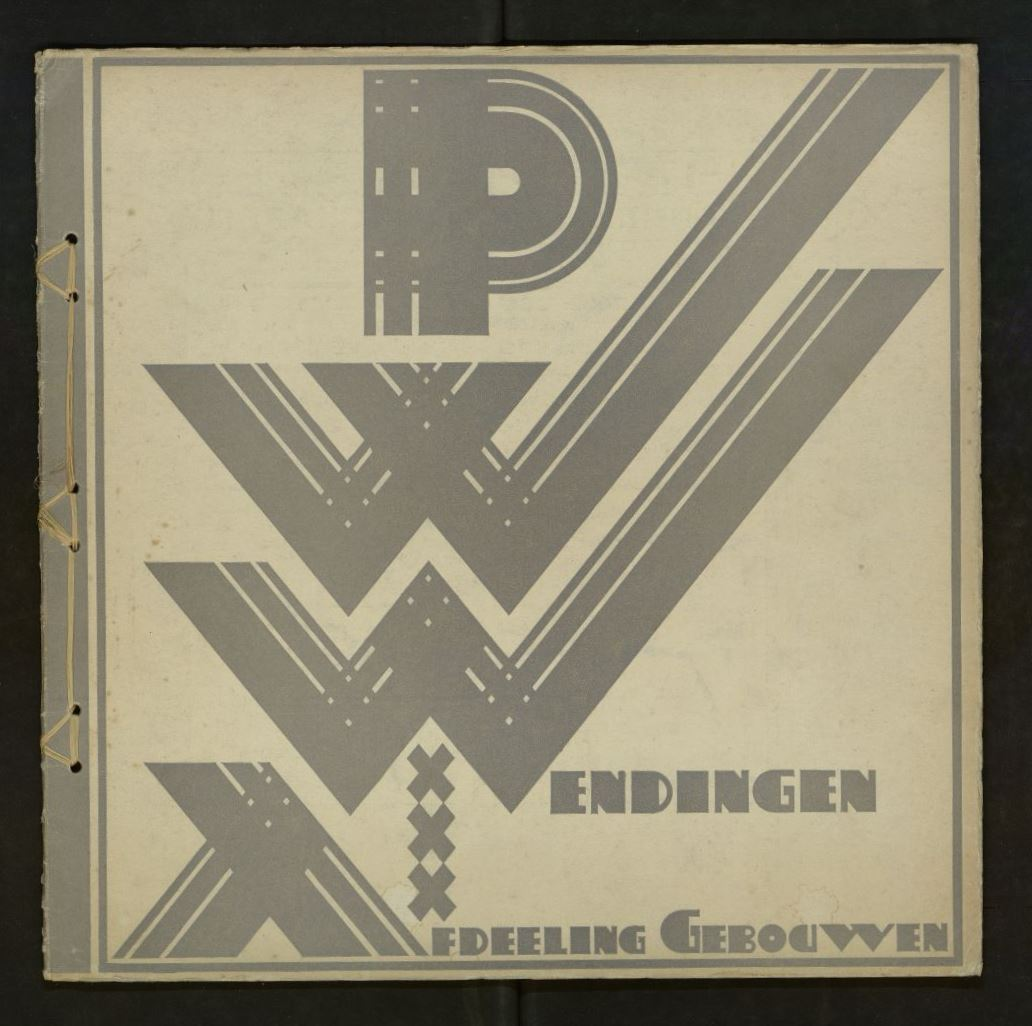
Tijdschrift Wendingen (1927) - omslagontwerp door Marnette

- elektriciteitskasten
- telefooncellen